# 馬偕紀念医院
- 馬偕記念病院
- 馬偕病院

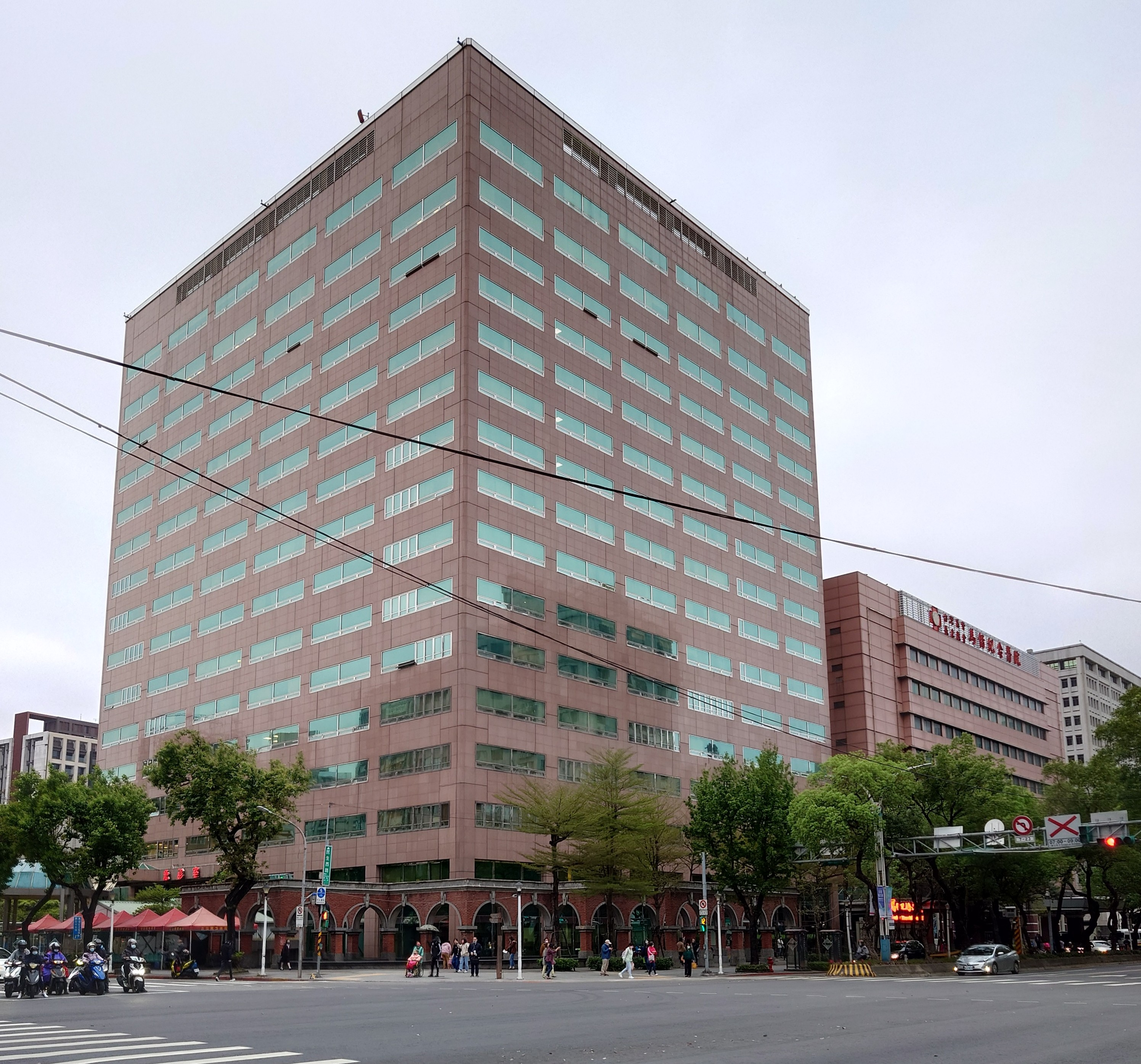
マッケイ記念病院（台湾・台北市）

馬偕紀念医院（まかいきねんいいん、中国語: 馬偕紀念醫院、英語: Mackay Memorial Hospital）、台湾・台北市中山区にある大型の病院である。台湾北部での台湾基督長老教会の基を築いたジョージ・L・マッケイ（中国名：馬偕）を記念している。。日本語では馬偕記念病院、マッケイ記念医院、マカイ病院などと表記されることがある。

## 概要
カナダ長老教会に属する宣教師・医師のジョージ・L・マッケイ（中国名：馬偕）は、先に台湾・台南に同様な目的で台湾南部の宣教に携わっていたジェームズ・マクスウェル（参照：太平境マクスウェル記念教会）に相談して、1880年に北部の淡水に渡り、診療所を開設して、キリスト教宣教も行なった。この診療所は彼の死で、1901年に閉鎖された。
1906年、マッケイ師が開設した診療所は台北に移転して、1912年には馬偕紀念医院と改名して、その後台湾の一流病院として発展した。日本語通訳ボランティアがありとしている。
1972年に淡水馬偕記念医院、1987に台東馬偕医院、2002年には新竹馬偕医院を設立し、さらに2009年には馬偕医学院も設立している。

## ここで出生した有名人
- 蔡英文